# Bjørn Kristensen
Bjørn Kristensen (ur. 10 października 1963 w Malling) – duński piłkarz grający na pozycji obrońcy.

## Kariera klubowa
Karierę piłkarską Kristensen rozpoczął w klubie Aarhus GF. W 1981 roku zadebiutował w jego barwach w pierwszej lidze duńskiej. Tam od 1983 roku był podstawowym zawodnikiem. W 1982 roku wywalczył z AGF wicemistrzostwo Danii, a w 1984 roku powtórzył ten sukces. Z kolei w 1986 roku wywalczył z nim mistrzostwo kraju. W latach 1987 i 1988 zdobył z AGF Puchar Danii.
Latem 1989 roku Kristensen przeszedł do angielskiego Newcastle United. W 1989 roku spadł z Newcastle z Division One do Division Two i na tym szczeblu rozgrywek był podstawowym graczem „Srok”. W listopadzie 1992 odszedł do grającego w Premier League, Bristol City, a w lutym 1993 został piłkarzem Portsmouth F.C. W 1993 roku awansował z nim Division One do Division Two, ale po roku spadł z nim o szczebel niżej.
W 1995 roku Kristensen wrócił do Danii i został zawodnikiem Aalborga BK. Karierę kończył w 1997 roku jako piłkarz Århus Fremad.
| Sezon   | Klub             | Kraj   | Rozgrywki      | Mecze | Bramki |
| ------- | ---------------- | ------ | -------------- | ----- | ------ |
| 1981    | Aarhus GF        | Dania  | 1. division    | 9     | 2      |
| 1982    | Aarhus GF        | Dania  | 1. division    | 0     | 0      |
| 1983    | Aarhus GF        | Dania  | 1. division    | 26    | 2      |
| 1984    | Aarhus GF        | Dania  | 1. division    | 28    | 2      |
| 1985    | Aarhus GF        | Dania  | 1. division    | 25    | 5      |
| 1986    | Aarhus GF        | Dania  | 1. division    | 23    | 7      |
| 1987    | Aarhus GF        | Dania  | 1. division    | 23    | 0      |
| 1988    | Aarhus GF        | Dania  | 1. division    | 5     | 0      |
| 1988/89 | Newcastle United | Anglia | Division One   | 5     | 0      |
| 1989/90 | Newcastle United | Anglia | Division Two   | 33    | 3      |
| 1990/91 | Newcastle United | Anglia | Division Two   | 40    | 1      |
| 1991/92 | Newcastle United | Anglia | Division One   | 2     | 0      |
| 1992/93 | Bristol City     | Anglia | Premier League | 4     | 0      |
| 1992/93 | Portsmouth F.C.  | Anglia | Division Two   | 10    | 1      |
| 1993/94 | Portsmouth F.C.  | Anglia | Division One   | 36    | 0      |
| 1994/95 | Portsmouth F.C.  | Anglia | Division One   | 25    | 0      |
| 1995/96 | Aalborg BK       | Dania  | Superligaen    | 16    | 1      |
| 1996/97 | Aalborg BK       | Dania  | Superligaen    | 0     | 0      |
| 1996/97 | Århus Fremad     | Dania  | 1. division    | ?     | ?      |

## Kariera reprezentacyjna
W reprezentacji Danii Kristensen zadebiutował 20 maja 1987 roku w wygranym 5:0 meczu z Grecją. W 1988 roku został powołany przez selekcjonera Seppa Piontka do kadry na Euro 88. Na tym turnieju rozegrał jedno spotkanie, przegrane 0:2 z Włochami. Od 1987 do 1993 roku rozegrał w kadrze narodowej 20 meczów i zdobył 2 gole.